# Montreuil-l’Argillé
Montreuil-l’Argillé ist eine französische Gemeinde mit 788 Einwohnern (Stand 1. Januar 2022) im Département Eure in der Region Normandie. Sie gehört zum Arrondissement Bernay, zum Kanton Breteuil.
Der Ort liegt im Tal des Flusses Guiel.

## Geschichte
Ordericus Vitalis (1075 bis um 1142) berichtete über die Geschichte von Montreuil-l’Argillé, dass ein Ritter namens Heugon (oder Helgon) seine Tochter dem bretonischen Adeligen Giroie I. zur Frau gab. Zur Hochzeit schenkte er dem Paar die Ortschaft Montreuil (das heutige Montreuil-l’Argillé). Heugon starb kurz nach der Hochzeit und Giroie I. reiste mit Guillaume I. de Bellême nach Rouen zu Herzog Richard II. (966–1027), um die Schenkung dort bestätigen zu lassen. Der Herzog bestätigte die Schenkung und Giroie wurde sein Vasall. Als Seigneur von Montreuil ließ Giroie dort eine Kirche errichten, die dem Heiligen Georg geweiht war. Zum Lehen Montreuil gehörten unter anderem Ländereien der ehemaligen Abtei Saint-Évroult, die im 7. Jahrhundert von Évroult d’Ouche gegründet und im 10. Jahrhundert durch Wikinger zerstört worden war. Heute gehören diese Ländereien zur Gemeinde Saint-Evroult-Notre-Dame-du-Bois. Um 1050 ließ der Seigneur von Montreuil die Abtei wieder aufbauen und gab die entsprechenden Ländereien an die Abtei ab.
Um 1032 versuchte Gilbert de Brionne erfolglos in den Besitz von Montreuil zu gelangen. Die Ortschaft wurde damals nicht in Mitleidenschaft gezogen, die Kämpfe fanden außerhalb statt. Im Jahr 1138 wurden Montreuil und die umliegenden Ortschaften angegriffen und in Brand gesteckt. Es ist nicht bekannt, ob die Burg der Familie Giroie (Géré) ebenfalls brannte. Im Hundertjährigen Krieg (1337–1453) wurde die Ortschaft mehrfach in Geschichtschroniken erwähnt. 1681 lag die Burg in Ruinen.
Im Deutsch-Französischen Krieg (1870–1871) bewaffnete sich die Bevölkerung von Montreuil-l’Argillé erst im Januar 1871. Zuvor hatte sich die Gemeinde, wie viele andere ländliche Gemeinden der Region, nicht gegen die deutschen Invasoren verteidigt, die daher ungehindert plündern konnten.

### Bevölkerungsentwicklung
- 1962: 736
- 1968: 755
- 1975: 773
- 1982: 726
- 1990: 706
- 1999: 740
- 2006: 783
- 2017: 823

## Kultur und Sehenswürdigkeiten

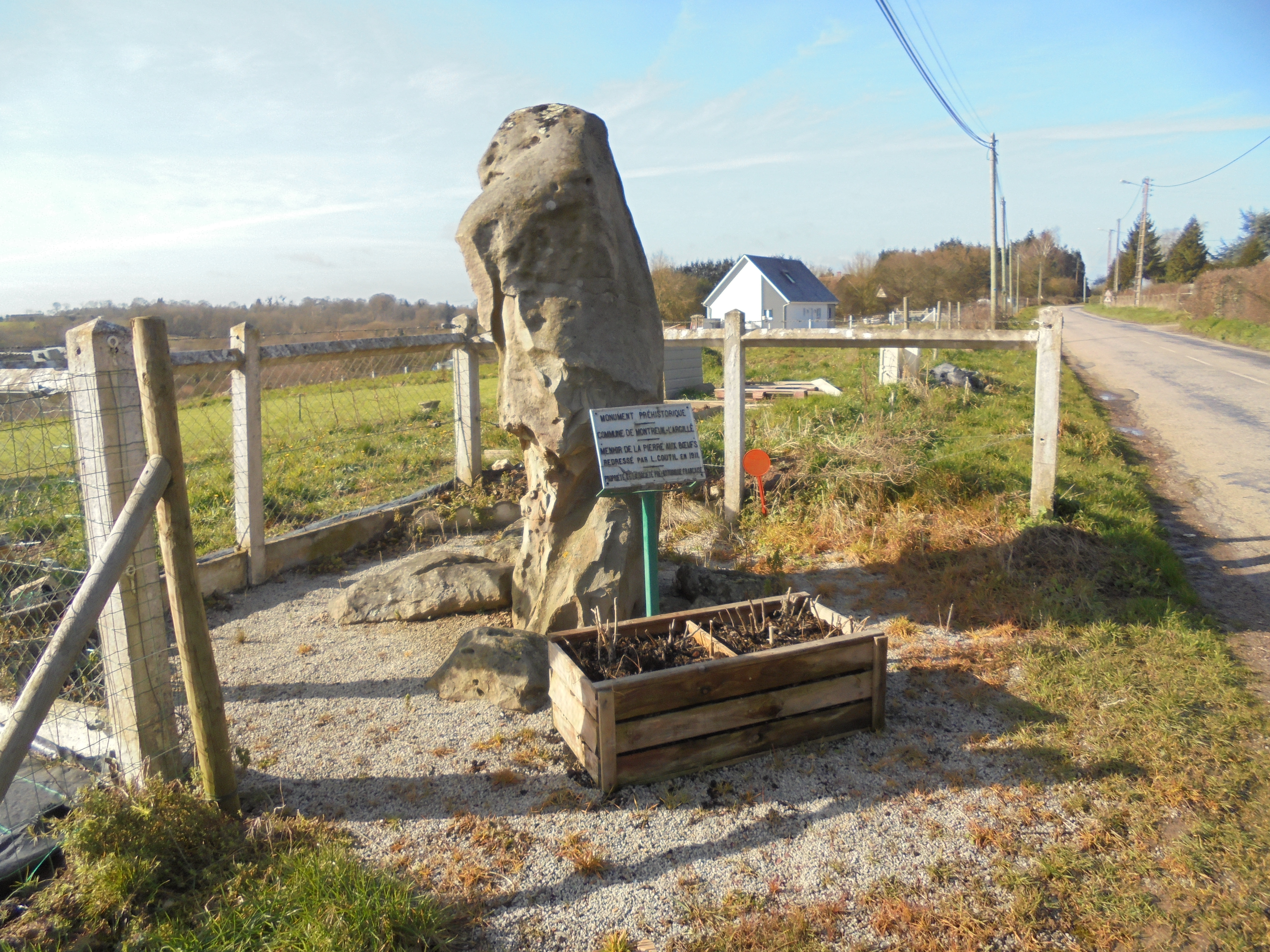
Menhir Pierre aux Bœufs

Am Ortsausgang in Richtung Verneusses steht der Menhir Pierre aux Bœufs (deutsch „Ochsenstein“) an der Départementsstraße 35. Der Menhir ist etwa drei Meter hoch.

## Wirtschaft
Auf dem Gemeindegebiet gelten kontrollierte Herkunftsbezeichnungen (AOC) für Pont-l’Évêque-Käse, Camembert (Camembert de Normandie), Calvados und Pommeau (Pommeau de Normandie) sowie geschützte geographische Angaben (IGP) für Schweinefleisch (Porc de Normandie), Geflügel (Volailles de Normandie) und Cidre (Cidre de Normandie und Cidre normand).

## Persönlichkeiten
- Jean Boivin (1663–1726), französischer Gräzist und Mitglied der Académie des Inscriptions et Belles-Lettres und der Académie française.